# Kierzki (Ermland-Mazurië)
Kierzki (Duits: Kerschken) is een dorp in de Poolse Woiwodschap Ermland-Mazurië, in het District Powiat Goldapski. De plaats maakt deel uit van de Landgemeente Banie Mazurskie en telt 120 inwoners.
Zij ligt 18 kilometer ten oosten van Goldap en ligt 25 kilometer ten oosten van Angerburg.